# 阿尔泰兔唇花
阿尔泰兔唇花（学名：Lagochilus altaicus），为唇形科兔唇花属下的一个植物种。种加名 altaicus 意为“阿尔泰的”。